# 波兰军团第2旅
波兰军团第2旅是1914或1915年至1918年间的一支奧匈帝國陸軍部队，隶属于波蘭軍團，官兵都是奥占波兰人。《布列斯特-立陶夫斯克條約》签订后，第2旅哗变，他们将枪口转向奥匈军，而且和其他由波兰人组成的单位一同为波蘭独立而战。1918年3月，第2旅与在俄波兰第2军团合并。